# Anton Giulio Brignole Sale
Il marchese Anton Giulio Brignole Sale (Genova, 23 giugno 1605 – Genova, 20 marzo 1662) è stato un religioso, scrittore e diplomatico italiano, al servizio della Repubblica di Genova.
È conosciuto quale autore di testi satirici e teatrali nonché di romanzi biografici e scritti di contenuto religioso e agiografico.

## Biografia

Stemma nobiliare della famiglia Brignole Sale

Fu senatore della Repubblica di Genova, sia pure per soli sei mesi, e come ambasciatore svolse opera di diplomazia in Spagna dal 1644 al 1646. Nel 1647, dopo la prematura morte della moglie, Paolina Adorno, decise di lasciare la vita pubblica per prendere i voti e successivamente entrare a far parte della Compagnia di Gesù.
Figlio di un futuro doge (il padre, Giovanni Francesco Brignole Sale, ricoprì la carica dal 1635 al 1637), apparteneva a una fra le più influenti famiglie genovesi. I suoi figli commissionarono Palazzo Rosso. I Brignole, originari dell'entroterra di Rapallo, avevano avuto inizialmente un'attività imprenditoriale nel settore della seta; successivamente, svilupparono attività finanziarie che, tra il XVI e il XVII secolo, li portarono a occupare posizioni di primissimo piano all'interno dell'oligarchia genovese.
La madre, Geronima, apparteneva al casato dei Sale ed era la figlia unica del ricco Giulio Sale, marchese di Groppoli. Anton Giulio ereditò direttamente dal nonno materno il titolo nobiliare e il feudo di famiglia, oltre al palazzo di città e alla villa d'Albaro, la località allora suburbana ma oggi quartiere cittadino genovese, che descrisse in Le instabilità dell'ingegno.
Come letterato, Brignole Sale apparteneva alla scuola barocca genovese e, quale esponente Repubblica di Genova, a quel tempo nel suo massimo splendore, si fece ritrarre da Van Dyck in un dipinto poi divenuto celebre e oggi conservato a Palazzo Rosso - Ritratto equestre di Anton Giulio Brignole-Sale - in cui è raffigurato con l'abito nero alla spagnola, su un cavallo bianco fra colonne drappeggiate di rosso scarlatto.
La sua figura è considerata - per cultura e prestigio - una fra le maggiori del siglo de oro de los Genoveses, il secolo d'oro dei Genovesi. Predicatore dotto ed eloquente e maestro sapiente nelle scuole dell'Ordine [dei Gesuiti], lo definisce lo storico Federico Donaver, tracciandone un profilo nel suo Le vie di Genova. La sua città natale gli ha intitolato una scuola in piazza Leopardi, ad Albaro.
Si considera che abbia abbracciato la letteratura quasi ad evidenziare il fallimento del progetto che voleva i giovani di Repubblica come nuova centralità del potere. Il suo gesto più eclatante, in questo senso, fu l'abbandono nel 1649 della toga senatoriale per abbracciare il sacerdozio, dapprima, dei Missionari urbani del cardinale Stefano Durazzo e, quindi, nel 1652 con l'adesione ai Gesuiti.
Secondo alcuni biografi la decisione di Brignole Sale di prendere i voti maturò durante un tumultuoso viaggio per nave dalla Spagna a Genova, quando la galea su cui si trovava fu inseguita da navi pirata al largo di Algeri. L'episodio, poco credibile dato che al momento la moglie era ancora viva, è raccontato ne L'eroina intrepida, biografia di Aurelia Spinola dalla nascita nel 1620 alla morte, avvenuta nel 1670, pubblicata quando Brignole Sale era morto da diversi anni dal coevo scrittore Francesco Fulvio Frugoni.

## Opere
Brignole Sale fu autore di testi di carattere religioso, fra cui una biografia romanzata di Sant'Alessio (da lui definita libricciuolo ma che ebbe in Francia due traduzioni e varie ristampe) ma anche di commedie scritte in più lingue - fra cui la lingua genovese - in cui, secondo l'uso del tempo, trasfuse la sua vena satirica e polemica.
In particolare, nell'opera Li comici schiavi creò la maschera genovese del Caporale Berodo, sorta di sbruffone soldato le cui vanterie sono oggetto di sberleffi:
(A. G. Brignole Sale, da Li comici schiavi, 1666)
Le sue opere maggiori sono:
- Le instabilità dell'ingegno divise in otto giornate (1635)
- Maria Maddalena peccatrice e convertita (1636). La Maria Maddalena fu tradotta in francese ad Aix nel 1674 dal frate P. de St.-André e in portoghese a opera di António Lopes Cabral. La traduzione portoghese, stampata a Lisbona nel 1695 – ma iniziata più di venti anni prima –, fu riedita nel 1706.[10]
- Santissimo Rosario meditato (1636)
- Carnevale (1639)
- L'Istoria spagnola (1640-1642)
- Tacito abburatato. Discorsi politici e morali, 1643.
- La vita di Sant'Alessio descritta ed arricchita con divoti episodi (1648), tradotta in francese ancora dal St.-André nel 1674.

Pubblicati postumi:
- Il geloso non geloso (1663)
- Li comici schiavi (1666)
- Gli due anelli (poi I due anelli simili, 1669)
- Il fazzoletto (1683)

I manoscritti e la biblioteca che furono di Anton Giulio Brignole Sale sono stati acquisiti in tempi recenti dalla Biblioteca civica Berio.